# Avatar (franchise)
Avatar is een Amerikaanse mediafranchise gecreëerd door James Cameron, die bestaat uit een geplande reeks epische sciencefictionfilms geproduceerd door Lightstorm Entertainment en gedistribueerd door 20th Century Studios, evenals bijbehorende merchandise, computerspellen en attractieparken. De Avatar-franchise is een van de duurste franchises ooit, met het gecombineerde budget van de eerste film en de vier sequels die worden geschat op $ 1 miljard.
Het eerste deel, Avatar ging in première op 10 december 2009 en is de best scorende film aller tijden. Het tweede deel, Avatar: The Way of Water ging in première op 6 december 2022. De geplande vervolgreeks werd aangekondigd door 20th Century Fox op 11 december 2009, een week voordat Avatar in de bioscoop werd uitgebracht. 20th Century Fox had de serie op 15 januari 2010 bevestigd.
Net als de originele film hebben de vier sequels "volledig ingekapselde" op zichzelf staande plots die "tot hun eigen conclusies komen". De vier films hebben een overkoepelend meta-verhaal dat hen verbindt om een grote onderling verbonden sage te creëren. Cameron beschreef de sequels als "een natuurlijke uitbreiding van alle thema's en de personages en de spirituele onderstromen" van de eerste film.

## Films
| Film                     | Verschijningsdatum                                                      | Regisseur     | Producent(en)            | Schrijver(s)                           | Speelduur                              |
| ------------------------ | ----------------------------------------------------------------------- | ------------- | ------------------------ | -------------------------------------- | -------------------------------------- |
| Avatar                   | 10 december 2009 16 december 2009 (België) 17 december 2009 (Nederland) | James Cameron | James Cameron Jon Landau | James Cameron                          | 162 minuten 178 minuten (extended cut) |
| Avatar: The Way of Water | 6 december 2022 14 december 2022 (België) 14 december 2022 (Nederland)  | James Cameron | James Cameron Jon Landau | James Cameron Rick Jaffa Amanda Silver | 192 minuten                            |
| Avatar: Fire and Ash     | 19 december 2025                                                        | James Cameron | James Cameron Jon Landau | James Cameron Shane Salerno            | n.n.b.                                 |
| Avatar 4                 | 21 december 2029                                                        | James Cameron | James Cameron Jon Landau | James Cameron Josh Friedman            | n.n.b.                                 |
| Avatar 5                 | 19 december 2031                                                        | n.n.b.        | James Cameron Jon Landau | James Cameron                          | n.n.b.                                 |

## Terugkerende personages
| Karakter                   | Films            | Films                    | Films                | Films               | Films           |
| Karakter                   | Avatar           | Avatar: The Way of Water | Avatar: Fire and Ash | Avatar 4            | Avatar 5        |
| -------------------------- | ---------------- | ------------------------ | -------------------- | ------------------- | --------------- |
| Jake Sully                 | Sam Worthington  | Sam Worthington          | Sam Worthington      | Sam Worthington     | Sam Worthington |
| Neytiri                    | Zoë Saldana      | Zoë Saldana              | Zoë Saldana          | Zoë Saldana         | Zoë Saldana     |
| Kolonel Miles Quaritch     | Stephen Lang     | Stephen Lang             | Stephen Lang         | Stephen Lang        | Stephen Lang    |
| Parker Selfridge           | Giovanni Ribisi  | Giovanni Ribisi          | Giovanni Ribisi      | Giovanni Ribisi     | Giovanni Ribisi |
| Dr. Grace Augustine / Kiri | Sigourney Weaver | Sigourney Weaver         | Sigourney Weaver     |                     |                 |
| Dr. Norm Spellman          | Joel David Moore | Joel David Moore         | Joel David Moore     |                     |                 |
| Dr. Max Patel              | Dileep Rao       | Dileep Rao               | Dileep Rao           |                     |                 |
| Korporaal Lyle Wainfleet   | Matt Gerald      | Matt Gerald              | Matt Gerald          |                     |                 |
| Mo'at                      | CCH Pounder      | CCH Pounder              | CCH Pounder          |                     |                 |
| Spider                     |                  | Jack Champion            | Jack Champion        | Jack Champion       |                 |
| Lo'ak                      |                  | Britain Dalton           | Britain Dalton       | Britain Dalton      |                 |
| Tuktirey "Tuk"             |                  | Trinity Jo-Li Bliss      | Trinity Jo-Li Bliss  | Trinity Jo-Li Bliss |                 |
| Ronal                      |                  | Kate Winslet             | Kate Winslet         |                     |                 |
| Tonowari                   |                  | Cliff Curtis             | Cliff Curtis         |                     |                 |
| Generaal Ardmore           |                  | Edie Falco               | Edie Falco           |                     |                 |
| Kapitein Mick Scoresby     |                  | Brendan Cowell           | Brendan Cowell       |                     |                 |
| Dr. Ian Garvin             |                  | Jemaine Clement          | Jemaine Clement      |                     |                 |
| Dr. Karina Mogue           |                  |                          | Michelle Yeoh        | Michelle Yeoh       | Michelle Yeoh   |
| Varang                     |                  |                          | Oona Chaplin         | Oona Chaplin        | Oona Chaplin    |

## Productiegegevens
| Film                     | Componist      | Cameraman         | Editors                                                | Productiebedrijf                                                    | Distributeur         |
| ------------------------ | -------------- | ----------------- | ------------------------------------------------------ | ------------------------------------------------------------------- | -------------------- |
| Avatar                   | James Horner   | Mauro Fiore       | Stephen Rivkin John Refoua James Cameron               | Lightstorm Entertainment Dune Entertainment Ingenious Film Partners | 20th Century Studios |
| Avatar: The Way of Water | Simon Franglen | Russell Carpenter | Stephen Rivkin David Brenner John Refoua James Cameron | Lightstorm Entertainment TSG Entertainment                          | 20th Century Studios |
| Avatar: Fire and Ash     | Simon Franglen | Russell Carpenter | Stephen Rivkin David Brenner John Refoua James Cameron | Lightstorm Entertainment TSG Entertainment                          | 20th Century Studios |
| Avatar 4                 | Simon Franglen | n.n.b.            | n.n.b.                                                 | Lightstorm Entertainment                                            | 20th Century Studios |
| Avatar 5                 | Simon Franglen | n.n.b.            | n.n.b.                                                 | Lightstorm Entertainment                                            | 20th Century Studios |

## Discografie

### Albums
| Jaar | Titel                                 | Artiest(en)    | Label                      | Hoogste positie Album Top 100 | Hoogste positie Ultratop 200 Albums |
| ---- | ------------------------------------- | -------------- | -------------------------- | ----------------------------- | ----------------------------------- |
| 2009 | Avatar: Music from the Motion Picture | James Horner   | Atlantic Records Fox Music | 74                            | 37                                  |
| 2022 | Avatar: The Way of Water (soundtrack) | Simon Franglen | Hollywood Records          | -                             | -                                   |

### Singles
| Jaar | Titel                                  | Artiest(en) | Label                                         | Hoogste positie Nederlandse Top 40 | Hoogste positie Ultratop 50 Singles |
| ---- | -------------------------------------- | ----------- | --------------------------------------------- | ---------------------------------- | ----------------------------------- |
| 2009 | I See You (Theme from Avatar)          | Leona Lewis | Atlantic Records                              | -                                  | -                                   |
| 2022 | Nothing Is Lost (You Give Me Strength) | The Weeknd  | XO Records Hollywood Records Republic Records | -                                  | -                                   |

## Andere media

### Computerspellen

#### Avatar: The Game
Avatar: The Game is een computerspel gebaseerd op de eerste langspeelfilm in deze franchise. Het spel werd uitgebracht door Ubisoft op 1 december 2009. Het is beschikbaar voor Microsoft Windows, Nintendo DS, PlayStation 3, PlayStation Portable, Wii, Xbox 360 en iPhone.

#### Avatar Pandora Rising
Avatar Pandora Rising is een computerspel gebaseerd op deze franchise. Het spel werd uitgebracht door FoxNext Games op 22 januari 2020. Het is beschikbaar voor iOS en Android.

#### Avatar: Frontiers of Pandora
Avatar: Frontiers of Pandora is een actie-avonturenspel in een open wereld. Het spel is ontwikkeld door Massive Entertainment en is door Ubisoft uitgegeven. Deze Avatar-game is op 7 december 2023 verschenen voor PlayStation 5, Windows en Xbox Series X/S.

### Boeken

#### The Art of Avatar
The Art of Avatar is een kunstboek voor filmproductie dat op 30 november 2009 is uitgebracht door Abrams Books.

#### Stripverhalen
Op 6 mei 2017 publiceerde Dark Horse Comics een eenmalige gratis stripboekdag getiteld FCBD 2017: James Cameron's Avatar / Briggs Land, met een kort verhaal dat zich afspeelt in de wereld van Avatar getiteld "Brothers". Van januari tot augustus 2019 publiceerde Dark Horse een miniserie van zes nummers genaamd Avatar: Tsu'tey's Path. Tsu'tey's Path is op 27 november 2019 in paperback-formaat verzameld, met "Brothers" als aanvullend materiaal.

### Liveshow
Toruk - The First Flight is een originele toneelproductie van het in Montreal gevestigde Cirque du Soleil die liep tussen december 2015 en juni 2019. Geïnspireerd door Avatar speelt het verhaal zich af in het verleden van Pandora, met een profetie over een bedreiging voor de Tree of Souls en een zoektocht naar totems van verschillende stammen. Toeschouwers konden een app downloaden om deel te nemen aan showeffecten. Op 18 januari 2016 werd via de Toruk Facebook-pagina aangekondigd dat het filmen voor een dvd-release was voltooid en werd bewerkt.

### Tentoonstelling
Avatar The Exhibition is een rondreizende tentoonstelling gebaseerd op de eerste film. Het opende in Chengdu, China op 1 mei 2021 en sloot op 31 december 2021.

### Pretparkattracties
In 2011 sloten Cameron, Lightstorm en Fox een exclusieve licentieovereenkomst met The Walt Disney Company voor attracties met Avatar-thema in Walt Disney Parks and Resorts over de hele wereld, waaronder een themaland voor Disney's Animal Kingdom in Lake Buena Vista, Florida. Het gebied, bekend als Pandora - The World of Avatar, werd geopend op 27 mei 2017.
Het themaland speelt zich generaties na de gebeurtenissen in de films af en heeft twee attracties; Avatar Flight of Passage en Na'vi River Journey.